# 徐濠縈
徐濠萦（英語：Hilary Tsui，1974年3月7日—）是香港息影女演員，1995年至2008年參與多部電視及電影演出，後來離開電影界和無線電視轉往商界發展，她早年畢業於軒尼詩道官立小學（1986年小六，與填詞人小克為同級同學）及庇理羅士女子中學。1993年因拍攝劉德華的MTV而入行成為演員，於2004年與相識多年的男友陳奕迅誕下一女，並於2006年正式結婚，她於淡出娛樂圈後自行創立了時裝雜誌《Shower》及個人品牌《Johanna&Hilary》，亦曾經為陳奕迅擔任演唱會服裝指導。

## 電視劇（無綫電視）
- 1995年﹕男人四十一頭家 飾 林可欣
- 1995年﹕忘情闊少爺 飾 梁運來
- 1996年﹕天降財神 飾 林琳
- 1997年﹕真命天師 飾 玄丹子
- 1998年﹕鹿鼎記 飾 方怡
- 1999年﹕刑事偵緝檔案IV 飾 張曉彤
- 1999年﹕雙面伊人 飾 趙穎芝
- 2001年﹕美味情緣 飾 石小魚
- 2006年﹕老馮日記 飾 徐濠萦

## 電影作品
- 1992年﹕赌城大亨 祕书
- 1993年﹕天長地久 飾：李芝茵
- 1994年﹕七金剛
- 1994年﹕笑林小子 飾：珍珠
- 1994年﹕999誰是凶手
- 1994年﹕青春火花
- 1995年﹕流氓醫生
- 1995年﹕四級殺人狂
- 1995年﹕尖東雙虎
- 1996年﹕浪漫風暴
- 1996年﹕4個32A少女和一個香蕉少年
- 1996年﹕天涯海角
- 1996年﹕九月初九新娘潭
- 1997年﹕夜半2點鐘
- 1997年﹕至激殺人犯 飾：May

## 廣告作品
- 1994年﹕謝瑞麟珠寶

## 電視電影
- 1997年﹕滅罪先鋒 （合演者：張兆輝）

## 參演MV
- 1992年﹕劉德華 — 《謝謝你的愛》
- 1993年﹕劉德華 — 《一生一次》
- 1993年﹕郭富城 — 《Merry Christmas》
- 1993年﹕金城武 ─ 《因為愛你》
- 1994年﹕周華健 — 《濃情化不開》
- 1995年﹕李克勤 ─ 《偷偷摸摸》
- 1999年﹕謝霆鋒 — 《非走不可》
- 2011年﹕陳奕迅 — 《最後派對》（客串）

## 主持節目
- 1995年﹕點解日本咁好玩（TVB）
- 1997年﹕（TVB）
- 1997年﹕吃喝玩樂在廣西（TVB）
- 1998年﹕原來香港咁好玩（TVB）
- 1999年﹕戀愛婚Fun紛（TVB）
- 1999年﹕36小時廣東遊（TVB）
- 1999年﹕點解臺灣咁好玩（TVB）
- 2000年﹕青春交響曲2000年版 ─ 嘉賓主持（香港電台）
- 2003年﹕是日本人鄭家輝星期六大放假

## 外部連結
- 徐濠縈的Facebook專頁
- 徐濠縈的新浪微博
- 徐濠縈的Instagram帳戶